# Solbica
Solbica (italijansko Stolvizza) je naselje v Reziji, natančneje v Rozajanskem kumünu, v Pokrajini Videm in v Furlaniji - Julijski krajini, kjer je še vedno ohranjen del tradicionalne vaške arhitekture in ima številne kulturne znamenitosti. Leži v regionalnem naravnem parku Julijske Predalpe (Parco naturale delle Prealpi Giulie), ki je bil ustanovljen leta 1996 in obsega okrog 100 km². 
Znana je predvsem po nesnovni kulturni dediščini (pravljice, pripovedke, ljudske pesmi), ki jo negujejo rezijanski Slovenci in brusačev.
Po oceni iz leta 2011 je v naselju živelo 175 prebivalcev (celotna Rezija 942 - stanje 2020). Naselje leži na nadmorski višini 596 m in je obdano z visokimi gorami s Kaninskim pogorjem na koncu doline.
V vasi je tudi župnijska cerkev sv. Karla Boromejskega. Sedanja cerkev je bila zgrajena v dveh fazah: med letoma 1747 in 1750 ter med letoma 1760 in 1769. Posvetitev je 6. julija 1769 daroval videmski nadškof Giovanni Girolamo Gradenigo. Večkrat je bila obnovljena, nazadnje leta 2013 in 2014.

## Muzej rezijanskih ljudi
Muzej rezijanskih ljudi oziroma Muzeo tih rozajanskih judi je v stari Plocovi hiši v Solbici, kjer imata sedež tudi Zveza slovenskih kulturnih društev in KD Rozajanski dum. Sestavljata jo hiša iz leta 1756. Na ogled je rekonstrukcija stare kuhinje in spalnice. V glavni stavbi stoji stalna zbirka o rezijanskem pripovedništvu. Domnevajo, da je to hišo zgradil ali povečal leta 1756 Anton Buttolo Ploc (1720 – ?), gotovo pa je, da je Valentin Buttolo Ploc (1850 – 1913) leta 1898 strukturi dodal obok, pod katerim so vhodna vrata na dvorišče. Podatki so navedeni v napisu na sklepniku oboka (1756 ABP 1898 B VP FF). Na steni je freska iz leta 2015, na kateri je portretirana pravljičarka Tïna Wajtawa Valentina Pielich (1900 – 1984) iz Solbice, kako pripoveduje otrokom basen. Stavba je primer tradicionalne rezijanske hiše iz konca 18. stoletja in ohranja takratne glavne značilnosti, čeprav je doživela več predelav, še posebej po potresu leta 1976 in po prestrukturiranju, ki ga je izvedel Muzej v letih 2015 in 2016.
Glavna fasada gleda na dvorišče. Dvorišče je tlakovano kot pločnik / šaliž ziz padrado. Vhodi imajo kamnite podboje in vodijo v pritličju v nekdanjo kihinjo / jïspa, hïša ali hlev / hliw. V zgornje nadstropje, kjer so bile spalnice, vodijo zunanje stopnice, po kateri pridemo najprej na balkon / gank z leseno balustrado v krajevnem slogu. V drugo nadstropje, ki je služilo kot senik in skladišče, so vodile lesene stopnice, ki so jih obnovili ob zadnji prenovi. Ta prostor je bil povezan z gornjim gankom, ki je bil tudi lesen in so ga uporabljali za sušenje pridelkov (koruznih storžev in fižola). Kot je bilo v navadi, imajo vsa okna železne rešetke.

## Muzej brusačev
Muzej brusačev hrani in razstavlja pripomočke in orodja za opravljanje tega poklica – bruse različnih velikosti, prirejena kolesa, stare predmete za rezanje – in veliko fotografij. Ta poklic je bil značilen za to dolino in se je razširil ob koncu 18. stoletja in je še danes prisoten.

## Pohodne poti
v Solbici se začne in konča vzorno označena in vzdrževana Ta lipa pot - skrivnostna, na trenutke divja, neskončno samotna pohodna pot dolga okoli dve uri, odvisno od tega, kolikokrat in za koliko časa se sredi ničesar ustavi korak in se v miru in tišini nadihali in občudovali in srkali vase tisto »nekaj« čemur bi marsikdo rekel »nič«. 10 ali 5 km različica steze vodi po nižjih obronkih doline Rezije z lažjimi vzponi, mimo visokega slapa, ob in nad rečno strugo s prijetnimi spusti, ki se začnejo in zaključijo v vasici Solbica.
Tu so še druge priljubljene steze kot so Matejeva pot (Sentiero di Matteo), 'Pusti Gost, po sledeh preteklosti (Pusti Gost, sulle tracce del passato), P4 prve svetovne vojne (P4 della Grande Guerra), Vertical Kilometer, Ta-na rado in Lahka Solbica (Stolvizza facile), ki je primerna prav za vse.